# Disc-At-Once
Disc-At-Once (DAO) ist eine allgemeine Bezeichnung für eine Gruppe von Schreibmethoden, mit denen eine ganze CD oder DVD inklusive Lead-In und Lead-Out (Anfangs- und Endbereich) geschrieben wird, ohne den Laser zwischendurch abzuschalten oder neu zu justieren. Von den im MMC-Standard erwähnten Schreibmethoden fallen SAO und RAW in die Gruppe der DAO Schreibmethoden.
Vorteile sind, dass Pausen bzw. Lücken („pregap“, Index-0) zwischen Tracks auf Werte gesetzt werden können, die im Standard nicht zulässig sind. Nicht alle Laufwerke erlauben jedoch im SAO Modus das Setzen der Länge des Index-0 auf beliebige Werte. Da im RAW-Modus das Laufwerk nicht auswertet, was gebrannt wird, ist eine beliebige Index-0 Länge auf allen Laufwerken möglich, die den RAW-Modus unterstützen.

## RAW
Bei raw, engl. für „unbearbeitet“, „roh“, wird ohne Vorgaben eines CD- bzw. DVD-Formates gearbeitet. So wird im RAW-Modus eine CD portionsweise bspw. als Speicherabbild in eine Datei geschrieben oder aus dieser auf den Datenträger aus einer Speicherabbilddatei geschrieben, ohne das Format der Daten auszuwerten oder zu verändern.
RAW ist der einzige Schreibmodus, mit dem es möglich ist, R-W Subchannel, CD-Text und ISRC-Informationen, Katalog-Nummern, CD+MIDI, Lücken, Indizes und manipulierte TOCs zu schreiben. Dazu gibt es drei verschiedene RAW-Modi:
- RAW 16 schreibt P-Q (16 Bytes) Subchannel. 2 Bytes CRC-Daten im Q-Kanal werden vom Brenner erzeugt.
- RAW 96P schreibt P-W (96 Bytes) Subchannel, allerdings werden 2 Bytes CRC Daten im Q-Kanal vom Brenner erzeugt. Dieser Modus wird in der Praxis selten eingesetzt und von wenigen Brennern unterstützt.
- RAW 96R schreibt P-W (96 Bytes) Subchannel. Dies ist der beste Modus und erlaubt es alle Subchannel-Informationen zu schreiben.

Diese Zusatzdaten der Subchannel sind für erweiterte Funktionen wie CD-Text, aber auch für Kopierschutzmechanismen, relevant. Paradoxerweise ist es dem Brenner in diesen Modi möglich, Daten zu schreiben, die er nicht lesen kann; auch Formate wie CD-Text oder CD+G können dupliziert werden, auch wenn der Recorder diese Formate im Grunde nicht unterstützt. Dafür müssen die Daten aber vorher korrekt eingelesen worden sein, z. B. mithilfe eines anderen Laufwerks.
Im RAW-Modus kann theoretisch eine Multi-Session-CD in einem Zug beschrieben werden. Da aber kein den RAW-Modus unterstützendes Brennprogramm bekannt ist, das eine Program Memory Area (PMA), ein Schreibpräfix, im RAW-Modus schreiben kann, können solche CDs nicht fortgesetzt werden und werden von Philips-Brennern gar als defekt und unlesbar erkannt.

## SAO
Im Session-At-Once-Modus (SAO) werden die Daten auch auf das Medium geschrieben ohne den Laser auszuschalten, allerdings kann ein so genannter B0-Pointer gesetzt werden und das Laufwerk schreibt in diesem Fall (allerdings mit einer Schreibunterbrechung) zusätzlich eine PMA vor das Lead-In. So können weitere Sessions hinzugefügt werden. Dies wird z. B. bei CD-Extra genutzt.